# Chlorek suksametoniowy
Chlorek suksametoniowy, chlorek sukcynylocholiny, suksametonium (łac. Suxamethonii chloridum) – organiczny związek chemiczny, środek zwiotczający mięśnie prążkowane z grupy depolaryzujących środków zwiotczających, działający przez depolaryzację, stosowany przede wszystkim  w celu umożliwienia intubacji tchawicy. Lek budową i działaniem przypomina acetylocholinę, ale działa dłużej. Powoduje zwiotczenie, poprzedzone charakterystycznymi drżeniami włókienkowymi zwanymi również fascykulacjami, głównie mięśni twarzy, szyi i kończyn. W czasie skurczu uwalniane są jony potasu, co powoduje zwiększenia ich stężenia w surowicy. Drżenia te mogą być przyczyną bólów mięśniowych odczuwanych u chorych w okresie pooperacyjnym. Blok depolaryzacyjny trwa od 3 do 5 minut. Lek jest rozkładany przez cholinesterazę osoczową. Lek nie nadaje się do stosowania w długotrwałych operacjach, ze względu na możliwość wystąpienia tzw. bloku podwójnego przy powtarzaniu dawek.
Chlorku suksametoniowego nie powinno się stosować u dzieci (z wyjątkiem sytuacji szczególnych, na przykład u chorych z „pełnym żołądkiem”, gdy istnieje prawdopodobieństwo wystąpienia trudnej intubacji).

## Dawkowanie
Dożylna dawka chlorku suksametoniowego wynosi 0,5–1,0 mg/kg mc. Można również stosować domięśniowo w dawkach 2–3 mg/kg mc.

## Działania niepożądane
U osób genetycznie predysponowanych może wywołać hipertermię złośliwą. Lek prowadzi do przesunięcia potasu do surowicy i nie powinien być stosowany w stanach chorobowych przebiegających z hiperkaliemią. Przy stosowaniu powtarzanych dawek lek może wywołać bradykardię, której zapobiega podanie atropiny. Nie należy stosować leku u chorych z jaskrą i przy urazach gałki ocznej, ponieważ powoduje wzrost ciśnienia śródgałkowego. Analogicznie należy zachować ostrożność u pacjentów z wewnątrzczaszkowymi chorobami i urazami przebiegającymi z obrzękiem mózgu, ze względu na zwiększanie się ciśnienia wewnątrzczaszkowego przy stosowaniu suksametonium. Niedobory cholinoesterazy, na przykład w  przebiegu niektórych chorób, lub podanie inhibitorów cholinoesterazy powoduje przedłużone działanie chlorku suksametoniowego.  U osób z niektórymi chorobami mięśni może dojść do gwałtownego rozpadu komórek mięśniowych  i zgonu w następstwie hiperkaliemii.

## Interakcje
Leki typu prostygmina, prokaina, prokainamid, chinidyna, aminoglikozydy wzmagają działanie chlorku suksametoniowego.

## Dostępne preparaty
- Chlorsuccillin